# ニュー・ロック (音楽)
ニュー・ロックは、主に1970年前後に、特定の要素を持つロック・バンドやその作品を分類するために使われた言葉である。

## 概要
ニュー・ロックという呼称は、1960年代末に日本のレコード会社が分類のために使い出したと言われている。その後、定義が不明確である、時代にそぐわないといった理由で、ニュー・ロックという名称が用いられる機会は減少していった。言葉の元々の意味である「NEW（新しい）」は、主に1960年代に流行したロックを「OLD（古い）」と定義した上で、それに対する言葉として用いられたとされている。
オールドの定義は諸説あるが、主にブルースやカントリー・ソングを基本にした旋律と編曲、狭義の意味でのロックンロール、ロカビリー、そしてシングル・レコードに収まる収録時間でまとめられた曲などである。チャック・ベリーやエルヴィス・プレスリーなどがこれに該当する。
これに対してニュー・ロックと呼称された音楽は、上記の制限にとらわれることなく、音色や音量、歌唱法や演奏形態、曲の長さなどに、より自由な感覚と技法を導入したものである。プログレッシブ・ロックは、クラシックやジャズ、民族音楽といった異種の音楽ジャンルの要素を積極的に取り入れ、それを前面に押し出す場合が多かった。技法そのものはロックから逸脱しない、という音楽がニュー・ロックである。60年代末から使われていた用語で、10代後半～20代のファン層を掴むロック音楽（またはバンド）を指した。1970年前後に現れたハードロックまで「ニュー・ロック」として扱っていた。
ニュー・ロックと呼称された代表的な海外のミュージシャン／グループとして、イギリスにおいてはテン・イヤーズ・アフター、クリーム、フリー、ディープパープル、レッドツェッペリン、アメリカにおいてはアンボイ・デュークス、MC5、ザ・ストゥージズ、ジャニス・ジョプリン、グランド・ファンク・レイルロードなどが挙げられる。
日本では1960年代のグループ・サウンズ・ブーム時代はザ・ビートルズ、ザ・ローリングストーンズに影響を受けていた。主なロック寄りのグループのうち、ザ・ゴールデン・カップス、ザ・モップス、PYGがUKロックの影響を強めた以後を「ニューロック」と呼称することがある。 グループ・サウンズ・ブーム退潮期に登場した柳ジョージのパワーハウスや、英米の最新ロックでアイアン・バタフライなどに影響を受け、エフェクターなど最新機材を使用したバンドもいた。ブルースやソウル音楽に影響されたバンドや、ウエスト・ロード・ブルース・バンド、上田正樹とサウストゥサウスなどは、レコードデビューが1972年以降でニューロックに捉えない場合が多い。
1990年代後半に企画された旧譜再発企画「ニューロックの夜明け」シリーズにより、プログレッシブ・ロック等もニュー・ロックとして分類されるケースが多い。前述の「ニューロックの夜明け」シリーズは、1970年前後の日本のロック系ミュージシャンのアルバムを再発する企画であった。

## 主なミュージシャン／グループ
- グランド・ファンク
- フリー
- カルメンマキ
- コンディション・グリーン
- ジャックス
- 頭脳警察
- タージ・マハル旅行団
- BOWWOW
- パワー・ハウス
- PYG
- フラワー・トラベリン・バンド
- ブルース・クリエイション
- 紫
- 村八分
- ザ・モップス
- 四人囃子
- 外道